# 羅森代爾和達溫 (英國國會選區)
羅森代爾和達溫（英語：Rossendale and Darwen），英國國會一自治市選區，位於英格蘭西北部蘭開夏郡東南部，包括達溫、羅滕斯代爾等城鎮。
本選區始於1983年。在2010年大選中，保守黨的積·貝里以41.8%得票率擊敗1992年起任當區議員、工黨籍的珍納·安德森，為保守黨收復失落了十八年的選區。